# Olympische Jugend-Sommerspiele 2010/Teilnehmer (Liberia)
| Gelbes Symbol für Goldmedaillen mit stilisierten Olympischen Ringen | Graues Symbol für Silbermedaillen mit stilisierten Olympischen Ringen | Braundes Symbol für Bronzemedaillen mit stilisierten Olympischen Ringen |
| ------------------------------------------------------------------- | --------------------------------------------------------------------- | ----------------------------------------------------------------------- |
| —                                                                   | —                                                                     | —                                                                       |

Die Jugend-Olympiamannschaft aus Liberia für die I. Olympischen Jugend-Sommerspiele vom 14. bis 26. August 2010 in Singapur bestand aus fünf Athleten.

## Athleten nach Sportarten

### Kanu
Jungen
- Wion Welh
Kajak-Einer Sprint: 19. Platz
Kajak-Einer Slalom: DNF (Vorlauf)

### Leichtathletik
Mädchen
- Queenela Jackson
100 m: 25. Platz

### Schwimmen
| Mädchen - Josephine Blamo 50 m Freistil: 62. Platz 100 m Freistil: DNS | Jungen - Sima Weah 50 m Freistil: 49. Platz - Mika-Jah Teah 50 m Freistil: 50. Platz |